# Rybitwa czarnogrzbieta
Rybitwa czarnogrzbieta (Onychoprion fuscatus) – gatunek średniej wielkości ptaka z rodziny mewowatych (Laridae), spotykany na oceanach świata głównie w strefie tropikalnej. Nie jest zagrożony wyginięciem.

## Morfologia
Dorosłe osobniki rybitwy czarnogrzbietej osiągają 33–36 cm długości przy rozpiętości skrzydeł 82–94 cm. Ptaki te posiadają długie skrzydła i głęboko wcięty ogon. Upierzenie na grzbiecie i wierzchniej stronie skrzydeł ma ciemnoszarą barwę. Podbródek, pierś i spodnia strona skrzydeł są upierzone na biało. Nogi i dziób są czarne.

## Systematyka

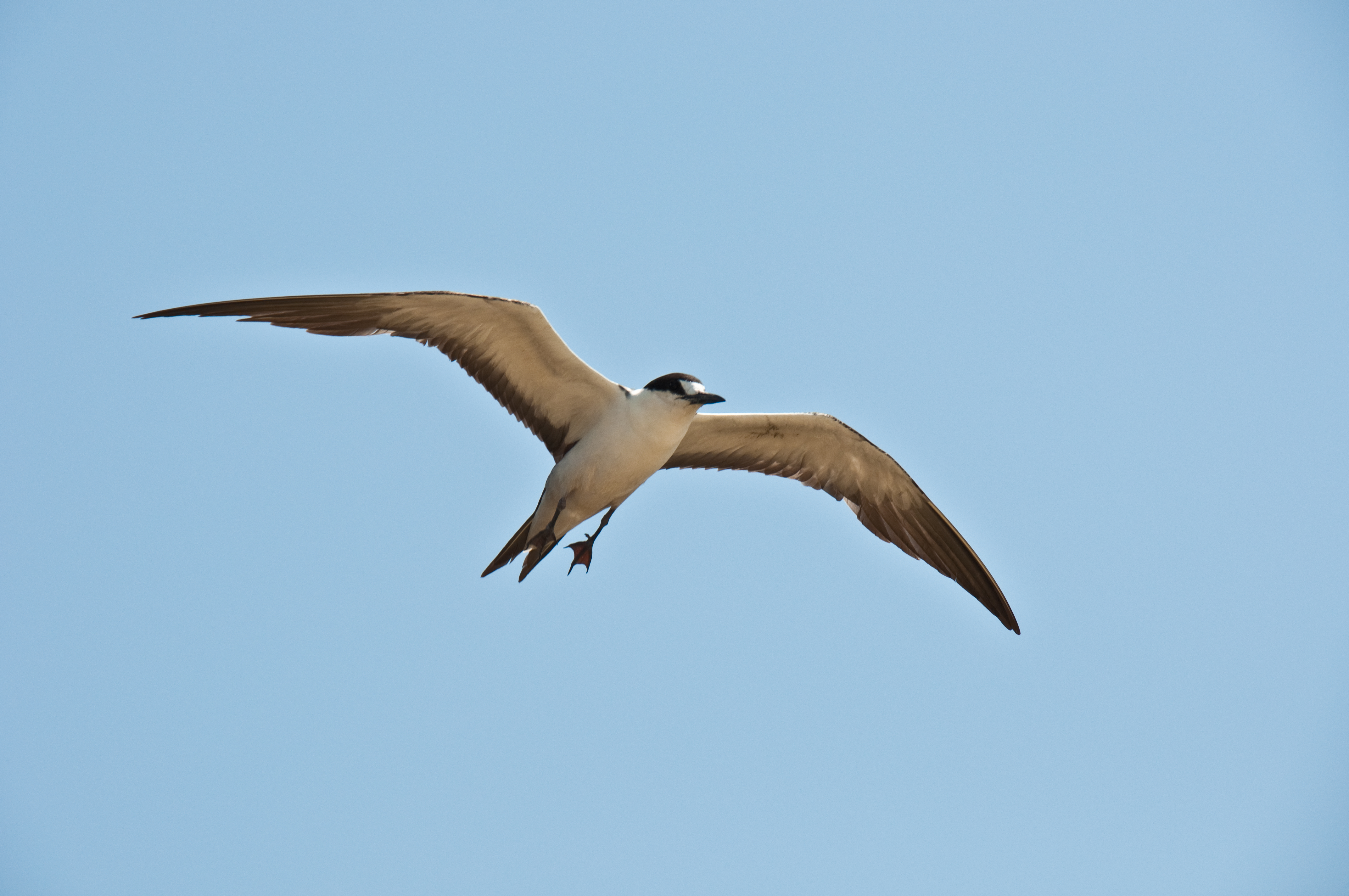
Podgatunek O. f. nubilosus w locie

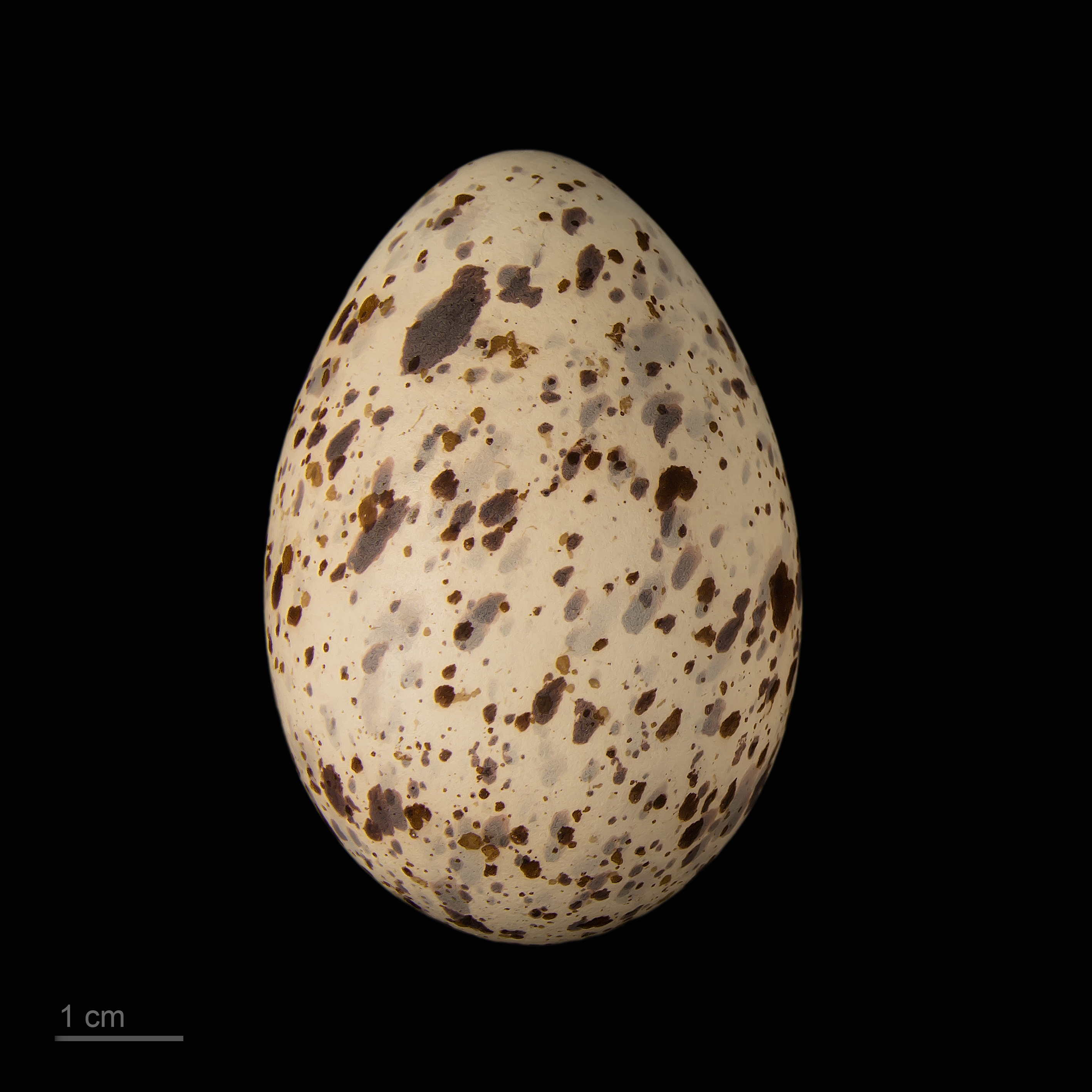
Jajo z kolekcji muzealnej

Międzynarodowy Komitet Ornitologiczny (IOC) wyróżnia 6 podgatunków rybitwy czarnogrzbietej:
- Onychoprion fuscatus fuscatus (Linnaeus, 1776) – gniazduje na wyspach Zatoki Meksykańskiej, Karaibów, Zatoki Gwinejskiej i południowego Oceanu Atlantyckiego
- Onychoprion fuscatus nubilosus (Sparrman, 1788) – gniazduje w obszarze od Morza Czerwonego przez Ocean Indyjski aż po Riukiu, Filipiny i Wielkie Wyspy Sundajskie
- Onychoprion fuscatus serratus (Wagler, 1830) – Australia, Nowa Gwinea, Nowa Kaledonia i wyspy południowego Pacyfiku aż po Wyspę Wielkanocną. Obejmuje proponowany podgatunek O. f. kermadeci z Wysp Kermadec.
- Onychoprion fuscatus oahuensis (A. Bloxam, 1826) – Wyspy Ogasawara przez Mikronezję po Hawaje i południową Polinezję
- Onychoprion fuscatus crissalis (Lawrence, 1872) – wschodni Pacyfik od Guadalupe po Galapagos
- Onychoprion fuscatus luctuosus (Philippi & Landbeck, 1866) – archipelag Juan Fernández

Niektórzy autorzy wyróżniali też podgatunki:
- Onychoprion fuscatus infuscatus (Lichtenstein, 1823) – środkowa Indonezja (zasięg występowania słabo zbadany)
- Onychoprion fuscatus somaliensis – prawdopodobnie endemit wyspy Maydh (Zatoka Adeńska)

## Status
Międzynarodowa Unia Ochrony Przyrody (IUCN) uznaje rybitwę czarnogrzbietą za gatunek najmniejszej troski (LC – Least Concern). W 2020 roku organizacja Wetlands International szacowała liczebność światowej populacji na około 35 milionów osobników, czyli około 23 miliony osobników dorosłych. Globalny trend liczebności populacji nie jest znany.